# ドバイゴールドカップ
ドバイゴールドカップ（Dubai Gold Cup、アラビア語: كأس دبي الذهبي）とはアラブ首長国連邦のドバイにあるメイダン競馬場の芝3200mで行われる競馬の競走である。

## 概要
2009年に創設された競走で、当初の競走名は「DRCゴールドカップ」だった。2011年にG3に格付けされ、2014年にはG2に格上げされた。2012年からは現在の競走名となり、ドバイワールドカップミーティング内で開催されている。
第1回のみナド・アルシバ競馬場で開催され、第2回以降はメイダン競馬場で開催されている。
また、英国長距離シリーズ「ステイヤーズミリオン」が2019年に廃止されるまでは、同シリーズの予選として指定されていた。

## 歴史
- 2009年 - 「DRCゴールドカップ」として創設。ナド・アルシバ競馬場芝3200mで施行。
- 2010年 - 施行場をメイダン競馬場に変更。
- 2011年
  - G3に格付け。
  - 調教師のS.ビン・スルールが3連覇。
- 2012年 
  - 競走名を「ドバイゴールドカップ」に改称。
  - 当年からドバイミーティング内で開催。
  - フォックスハントが競走中止となったが、転倒した馬がコースを塞ぎ、移動する時間が十分にないため、レースは中断、競走不成立となる[2][3][4]。
  - 当日の全競走終了後に再レースを施行。再レースでも2頭が競走中止となった[2][3][4]。
  - 騎手のL.デットーリが連覇。
- 2014年 - G2に昇格[5]。
- 2020年 - covid-19の世界的な感染の拡がりに伴い、参加者の健康を守るため中止[6]。
- 2022年 - ステイフーリッシュが日本調教馬初の優勝[7]。

## 歴代優勝馬
| 回数   | 施行日        | 優勝馬             | 性齢 | タイム  | 優勝騎手         | 管理調教師              |
| ------ | ------------- | ------------------ | ---- | ------- | ---------------- | ----------------------- |
| 第1回  | 2009年2月26日 | Veracity           | 牡5  | 3:26.76 | L.デットーリ     | S.ビン・スルール        |
| 第2回  | 2010年2月25日 | Sabotage           | 騸4  | 3:29.42 | M.バルザローナ   | S.ビン・スルール        |
| 第3回  | 2011年3月10日 | Whispering Gallery | 騸5  | 3:29.44 | L.デットーリ     | S.ビン・スルール        |
| 第4回  | 2012年3月31日 | Opinion Poll       | 牡6  | 3:23.73 | L.デットーリ     | M.アル・ザルーニ        |
| 第5回  | 2013年3月30日 | Cavalryman         | 牡7  | 3:25.31 | S.デソウサ       | S.ビン・スルール        |
| 第6回  | 2014年3月29日 | Certerach          | 騸6  | 3:23.14 | J.スペンサー     | M.ハルフォード          |
| 第7回  | 2015年3月28日 | Brown Panther      | 牡7  | 3:18.84 | R.キングスコート | T.Dascombe              |
| 第8回  | 2016年3月26日 | Vazirabad          | 騸4  | 3:19.56 | C.スミヨン       | A.ド・ロワイエ=デュプレ |
| 第9回  | 2017年3月25日 | Vazirabad          | 騸5  | 3:22.52 | C.スミヨン       | A.ド・ロワイエ=デュプレ |
| 第10回 | 2018年3月31日 | Vazirabad          | 騸6  | 3:17.92 | C.スミヨン       | A.ド・ロワイエ=デュプレ |
| 第11回 | 2019年3月30日 | Cross Counter      | 騸4  | 3:19.00 | W.ビュイック     | C.アップルビー          |
| 第12回 | 2021年3月27日 | Subjectivist       | 牡4  | 3:17.77 | J.Fanning        | M.Johnston              |
| 第13回 | 2022年3月26日 | Stay Foolish       | 牡7  | 3:19.64 | C.ルメール       | 矢作芳人                |
| 第14回 | 2023年3月25日 | Broome             | 牡7  | 3:16.83 | R.ムーア         | A.オブライエン          |
| 第15回 | 2024年3月30日 | Tower Of London    | 牡4  | 3:17.29 | R.ムーア         | A.オブライエン          |
| 第16回 | 2025年4月5日  | Dubai Future       | 騸9  | 3:21.50 | S.デソウサ       | S.ビン・スルール        |